# Grace Zabriskie
Grace Zabriskie (Nova Orleans, Louisiana, 17 de maig de 1944) és una actriu estatunidenca.

## Biografia
Grace Zabriskie, escrivia les seves pròpies poesies que recitava en cafès. El seu primer paper en el cinema va ser en la pel·lícula Norma Rae (1979).
Posteriorment va actuar en pel·lícules com The Private Eyes (1980), Oficial i cavaller (1982), Nickel Mountain (1984), The Big Easy (1986), Cor salvatge (1990), Child's Play 2 (1990), Tomàquets verds fregits (1991), Twin Peaks: Fire Walk with Me (1992), Gone in Sixty Seconds (2000), No Good Deed (2002), Inland Empire (2006), Llicència per casar (2007) i My Son, My Son, What Have Ye Done (2009). També ha actuat en sèries de televisió com Hill Street Blues, Tales from the Crypt, Twin Peaks, Charmed, Big Love, entre d'altres.

## Filmografia

### Pel·lícules
| Any  | Títol                                                                       | Paper                   | Notes                                                          |
| ---- | --------------------------------------------------------------------------- | ----------------------- | -------------------------------------------------------------- |
| 1978 | They Went That-A-Way & That-A-Way                                           | Dona de Lem             |                                                                |
| 1979 | Norma Rae                                                                   | Linette Odum            |                                                                |
| 1980 | The Private Eyes                                                            | Mainadera               |                                                                |
| 1981 | Galaxy of Terror                                                            | Capitana Trantor        |                                                                |
| 1982 | Oficial i cavaller (An Officer and a Gentleman)                             | Esther Pokrifiki        |                                                                |
| 1984 | Nickel Mountain                                                             | Ellie Wells             |                                                                |
| 1984 | Bodi Rock                                                                   | Mare de Chilly          |                                                                |
| 1986 | The Big Easy                                                                | Mama                    |                                                                |
| 1987 | Rampage                                                                     | Naomi Reece             |                                                                |
| 1987 | Leonard Part 6                                                              | Jefferson               |                                                                |
| 1988 | The Boost                                                                   | Sheryl                  |                                                                |
| 1989 | Drugstore Cowboy                                                            | Mare de Bob             |                                                                |
| 1990 | Megaville                                                                   | Sra. Palinov            |                                                                |
| 1990 | Cor salvatge                                                                | Juana Durango           |                                                                |
| 1990 | Child's Play 2                                                              | Grace Poole             |                                                                |
| 1991 | Ambition                                                                    | Sra. Merrick            |                                                                |
| 1991 | Servants of Twilight                                                        | Grace Spivey            |                                                                |
| 1991 | My Own Private Idaho                                                        | Alena                   |                                                                |
| 1991 | Fried Green Tomatoes                                                        | Eva Bats                |                                                                |
| 1992 | The Waterdance                                                              | Pat                     |                                                                |
| 1992 | FernGully: The Last Rainforest                                              | Magi Lune (veu)         |                                                                |
| 1992 | Twin Peaks: Els últims dies de Laura Palmer (Twin Peaks: Fire Walk with Me) | Sarah Palmer            |                                                                |
| 1992 | Chain of Desire                                                             | Linda Bailey            |                                                                |
| 1993 | Stone Soup                                                                  | Olympia                 |                                                                |
| 1993 | Elles també es deprimeixen (Even Cowgirls Get the Blues)                    | Sra. Hankshaw           |                                                                |
| 1994 | The Last Laugh                                                              | Louise                  | Curtmetratge                                                   |
| 1994 | The Crew                                                                    | Gloria Pierce           |                                                                |
| 1994 | Drop Zone                                                                   | Winona                  |                                                                |
| 1995 | Desert Winds                                                                | Mare de Jackie          |                                                                |
| 1995 | The Passion of Darkly Noon                                                  | Roxy                    |                                                                |
| 1996 | A Family Thing                                                              | Ruby                    |                                                                |
| 1996 | Bastard Out of Carolina                                                     | Granny                  |                                                                |
| 1997 | Seed                                                                        | Veu de la mare          | Curtmetratge                                                   |
| 1997 | Psycho Sushi                                                                | Tia gran                |                                                                |
| 1997 | George B.                                                                   | Mare                    |                                                                |
| 1997 | Dead Men Can't Dance                                                        | Brigadier General Burke |                                                                |
| 1997 | Annie's Garden                                                              | Sra. Barnes             |                                                                |
| 1997 | Sparkler                                                                    | Sherri                  |                                                                |
| 1998 | Armageddon                                                                  | Dottie                  |                                                                |
| 1998 | Dante's View                                                                | Geraldine               |                                                                |
| 1999 | Trash                                                                       | Sra. DeMarie            |                                                                |
| 1999 | A Texas Funeral                                                             | Murtis                  |                                                                |
| 1999 | Me and Will                                                                 | Edith                   |                                                                |
| 2000 | Home the Horror Story                                                       | Grace Parkinson         |                                                                |
| 2000 | A Fate Foretold                                                             | Olga                    | Curtmetratge                                                   |
| 2000 | Puppy Love                                                                  | Jeanette Foley          | Curtmetratge                                                   |
| 2000 | 60 segons                                                                   | Helen Raines            |                                                                |
| 2001 | They Crawl                                                                  | Sra. Gage               |                                                                |
| 2002 | R.S.V.P.                                                                    | Mary Franklin           |                                                                |
| 2002 | Sense cap motiu aparent (No Good Deed)                                      | Sra. Quarre             |                                                                |
| 2003 | The Wind Effect                                                             | Allison                 | Curtmetratge                                                   |
| 2004 | The Last Letter                                                             | Sra. Allison            |                                                                |
| 2004 | Chrystal                                                                    | Gladys                  |                                                                |
| 2004 | The Grudge                                                                  | Emma                    |                                                                |
| 2004 | Sabine and the Two-Headed Baby                                              | Sabine                  | Curtmetratge                                                   |
| 2006 | Inland Empire                                                               | Visitant #1             | Nominada - Premis Chlotrudis a la millor actriu de repartiment |
| 2007 | Careless                                                                    | Adrienne                |                                                                |
| 2007 | Llicència per casar (License to Wed)                                        | Àvia Jones              |                                                                |
| 2007 | Alternate Endings                                                           | MARE                    | Curtmetratge                                                   |
| 2008 | The Brothel                                                                 | Madame                  |                                                                |
| 2009 | Bob Funk                                                                    | Sra. Funk               |                                                                |
| 2009 | My Son, My Son, What Have Ye Done?                                          | Sra. McCullum           |                                                                |

### Televisió
| Any       | Títol                                               | Paper                           | Notes                                                            |
| --------- | --------------------------------------------------- | ------------------------------- | ---------------------------------------------------------------- |
| 1978      | The Million Dollar Dixie Deliverance                | Widow Cummins                   | Telefilm                                                         |
| 1979      | Concrete Cowboys                                    | Sra. Barnaby                    | Episodi: "Concrete Cowboys"                                      |
| 1979      | Freedom Road                                        | Ruth Lait                       | Telefilm                                                         |
| 1980      | CBS Afternoon Playhouse                             | Episodi: "Lost in Death Valley" |                                                                  |
| 1980      | Blinded by the Light                                | Telefilm                        |                                                                  |
| 1981      | East of Eden                                        | Sra. Ames                       | TV minisèries                                                    |
| 1981      | Hart to Hart                                        | Ethyl                           | Episodi: "A Couple of Harts"                                     |
| 1982      | The Executioner's Song                              | Kathryne Baker                  | Telefilm                                                         |
| 1983      | Tales of the Gold Monkey                            | Dr. Clouet                      | Episodi: "Last Chance Louie"                                     |
| 1983      | M.A.D.D.: Mothers Against Drunk Drivers             | Silvie Alice Kohler             | Telefilm                                                         |
| 1983      | Cagney & Lacey                                      | Adele                           | Episodi: "Affirmative Action"                                    |
| 1984      | My Mother's Secret Life                             | Maggie Ryan                     | Telefilm                                                         |
| 1984      | Knots Landing                                       | Chambermaid                     | Episodi: "Negotiations"                                          |
| 1984      | The Burning Bed                                     | Flossie Hughes                  | Telefilm                                                         |
| 1984      | Paper Dolls                                         | Cathy                           | Episodi: "1.8"                                                   |
| 1985      | ABC Afterschool Special                             | Sra. Linton                     | Episodi: "One Too Many"                                          |
| 1985      | Santa Barbara                                       | Theda Bassett                   | 17 episodis                                                      |
| 1985      | North Beach and Rawhide                             | Hearings Officer                | Telefilm                                                         |
| 1985      | Shadow Chasers                                      | Mary Komatar                    | Episodi: "Shadow Chasers: Part 1"                                |
| 1986      | Hill Street Blues                                   | Terry Sylvestri                 | Episodi: "Dons Blues" Episodi: "Scales of Justice"               |
| 1986      | Cagney & Lacey                                      | Eva Sikorski                    | Episodi: "Model Citizens"                                        |
| 1987      | Falcon Crest                                        | Mabel Burton                    | Episodi: "When the Bough Breaks" Episodi: "The Cradle Will Fall" |
| 1987      | Mistress                                            | Deanie                          | Telefilm                                                         |
| 1988      | The Bronx Zoo                                       | Sra. Barris                     | Episodi: "Ties That Bind"                                        |
| 1988      | My Father, My Son                                   | Mouza                           | Telefilm                                                         |
| 1988      | Shooter                                             | Germana de Marie                | Telefilm                                                         |
| 1988      | Empty Nest                                          | Eva Barrett                     | Episodi: "Pilot"                                                 |
| 1989      | The Ryan White Story                                | Gloria White                    | Telefilm                                                         |
| 1989      | Unsub                                               | Ànima                           | Episodi: "White Bone Demon"                                      |
| 1989      | A Deadly Silence                                    | Psicòloga                       | Telefilm                                                         |
| 1989      | Moonlighting                                        | (Sense acreditar)               | Episodi: "In 'N Outlaws"                                         |
| 1990      | Tales from the Crypt                                | Sra. Colbert                    | Episodi: "The Secret"                                            |
| 1990      | Hometown Boy Makes Good                             | Helen Geary                     | Telefilm                                                         |
| 1990-1991 | Twin Peaks                                          | Sarah Palmer                    | 13 episodis                                                      |
| 1991      | Prison Stories: Women on the Inside                 | Genevieve                       | Telefilm                                                         |
| 1991      | Blood Ties                                          | Dona                            | Telefilm                                                         |
| 1991      | Intimate Stranger                                   | Dana P. Ashley                  | Telefilm                                                         |
| 1992      | Freshman Dorm                                       | Episodi: "Pilot"                |                                                                  |
| 1992      | A House of Secrets and Lies                         | Ruby                            | Telefilm                                                         |
| 1992      | Seinfeld                                            | Sra. Ross                       | Episodi: "The Cheever Letters"                                   |
| 1993      | Bonds of Love                                       | Emma                            | Telefilm                                                         |
| 1993      | Miracle Child                                       | Adeleine Newberry               | Telefilm                                                         |
| 1993      | Black Widow Murders: The Blanche Taylor Moore Story | Ethel                           | Telefilm                                                         |
| 1993      | Baner Times                                         | Momma                           | Telefilm                                                         |
| 1993      | Double Deception                                    | Telefilm                        |                                                                  |
| 1993      | Sirens                                              | Propietària de tenda            | Episodi: "Keeping the Peace"                                     |
| 1993      | Angel Falls                                         | Cuema                           | 1 Episodi                                                        |
| 1994      | Lifestories: Families in Crisi                      | Sandy Henry                     | Episodi: "A Body to Die For: The Aaron Henry Story"              |
| 1995      | Crazy for a Kiss                                    | Pearl Kinross                   | Telefilm                                                         |
| 1995      | Children of the Dust                                | Rose                            | Telefilm                                                         |
| 1995      | L'ombra de la sospita (Under Suspicion)             | Lily Cassins                    | Episodi: "Hostage Standoff" Episodi: "Wrongful Shooting"         |
| 1995      | Empty Nest                                          | Scarlett                        | Episodi: "Life Goes On: Part 1" Episodi: "Life Goes On: Part 2"  |
| 1995      | Fallen Angels                                       | Virna                           | Episodi: "The Black Bargain"                                     |
| 1995      | NYPD Blue                                           | Wanda Padzik                    | Episodi: "The Bookie and the Kooky Cookie"                       |
| 1996      | A Promise to Carolyn                                | Francie Harper                  | Telefilm                                                         |
| 1996      | Segon Noah                                          | Sra. Cheval                     | Episodi: "Stormy Weather"                                        |
| 1996      | Murder at My Door                                   | Àvia                            | Telefilm                                                         |
| 1996      | The Burning Zone                                    | Agent de la CIA retirada        | Episodi: "Touch of the Dead"                                     |
| 1996      | Seinfeld                                            | Sra. Ross                       | Episodi: "The Rye" Episodi: "The Foundation"                     |
| 1997      | NYPD Blue                                           | Millie Banks                    | Episodi: "A Remington Original"                                  |
| 1997      | High Incident                                       | Episodi: "Remote Control"       |                                                                  |
| 1997      | Over the Top                                        | Dolly                           | Episodi: "The Southern Story"                                    |
| 1997      | The Devil's Child                                   | Rose Demarco                    | Telefilm                                                         |
| 1998      | Seinfeld                                            | Sra. Ross                       | Episodi: "The Wizard" Episodi: "The Finale"                      |
| 1998      | Dharma & Greg                                       | Naomi                           | Episodi: "It Takes a Village"                                    |
| 1998      | Houdini                                             | Sra. Weiss                      | Telefilm                                                         |
| 1998      | Profiler                                            | Sra. Boudreaux                  | Episodi: "The Sum of Her Parts"                                  |
| 1999      | The King of Queens                                  | Veronica                        | Episodi: "S'ain't Valentine's"                                   |
| 2000      | Jesse                                               | Àvia Rose                       | Episodi: "Jesse Gives Birth"                                     |
| 2000      | The West Wing                                       | Isabel                          | Episodi: "In the Shadow of Two Gunmen: Part II"                  |
| 2002      | The Guardian                                        | Judith                          | Episodi: "The Dead"                                              |
| 2002      | The Glow                                            | Sylvia Goodstein                | Telefilm                                                         |
| 2002-2003 | John Doe                                            | Yellow Teeth                    | 6 episodis                                                       |
| 2003      | Charmed                                             | The Crone                       | Episodi: "Baby's First Demon "Episodi: "Sense and Sense Ability" |
| 2005      | Medium                                              | Connie Buckley                  | Episodi: "The Other Sid'of the Tracks"                           |
| 2006-2011 | Big Love                                            | Lois Henrickson                 | 52 episodis                                                      |